# Pinang Rugup
Pinang Rugup is een bestuurslaag in het regentschap Gayo Lues van de provincie Atjeh, Indonesië. Pinang Rugup telt 334 inwoners (volkstelling 2010).